# Sønder Smedeby
Sønder Smedeby (dansk) eller Süderschmedeby (tysk) er en landsby beliggende i et hedeegn mellem Frørup og Siversted i Lusangel i Sydslesvig. Administrativt hører landsbyen under Siversted Kommune i Slesvig-Flensborg kreds i den nordtyske delstat Slesvig-Holsten. I kirkelig henseende hører landsbyen til Siversted Sogn. Sognet lå i Ugle Herred (Flensborg Amt, Sønderjylland), da området tilhørte Danmark.
(Sønder) Smedeby er første gang 1421. På jysk udtales landsbyen Smæjby. Forleddet er glda. smith (≈smed, håndværker, sml. oldn. smiðr). Stednavnet står i sammenhang med jernproduktionen i forhistorisk tid. Det i 1900-tallet tilføjede Sønder- karakteriserer byen i forhold til Nørre Smedeby i Bov Sogn, nu nord for grænsen. Vest for byen når Norhøj (også Nordhøj, Nordhöhe) en højde på 62,9 m, Norhøjen er sognets højeste punkt.
1837 nævnes 16 gårde og 11 kådnersteder hørende under Ugle Herred (Flensborg Amt) og 3 gårde under Bollingsted Fogderi (Gottorp Amt). Under Treårskrigen i 1850 havde det danske hær her sit kommando-hovedkvarter. Undervisningsprog i Smedeby distrikstskole var indtil 1864 dansk. 1864 nævnes udflyttersteder Østersig, Krittenborg, Hegned (Hain) og (Søndre) Skovkro, hvor Ugle Herredting holdtes. Med under Smedeby regnes derudover Hørupkær, Krittenborg, Norskov (Norderholz), Sorgefri, Sønderskov (Süderholz), Sønder Smedebymark (Süderschmedebymark) og Troldkær (Trollkjer). Troldkær betegner skov og eng ved skellet mod Frørup øst for Flensborg-Slesvig-landevej. Efter den dansk-tyske krig blev Smede 1871 en selvstændig kommune med dengang 217 indbyggere. 1971 kom byen til Siversted Kommune.